# Sint-Jozefkerk (Rijkevorsel)

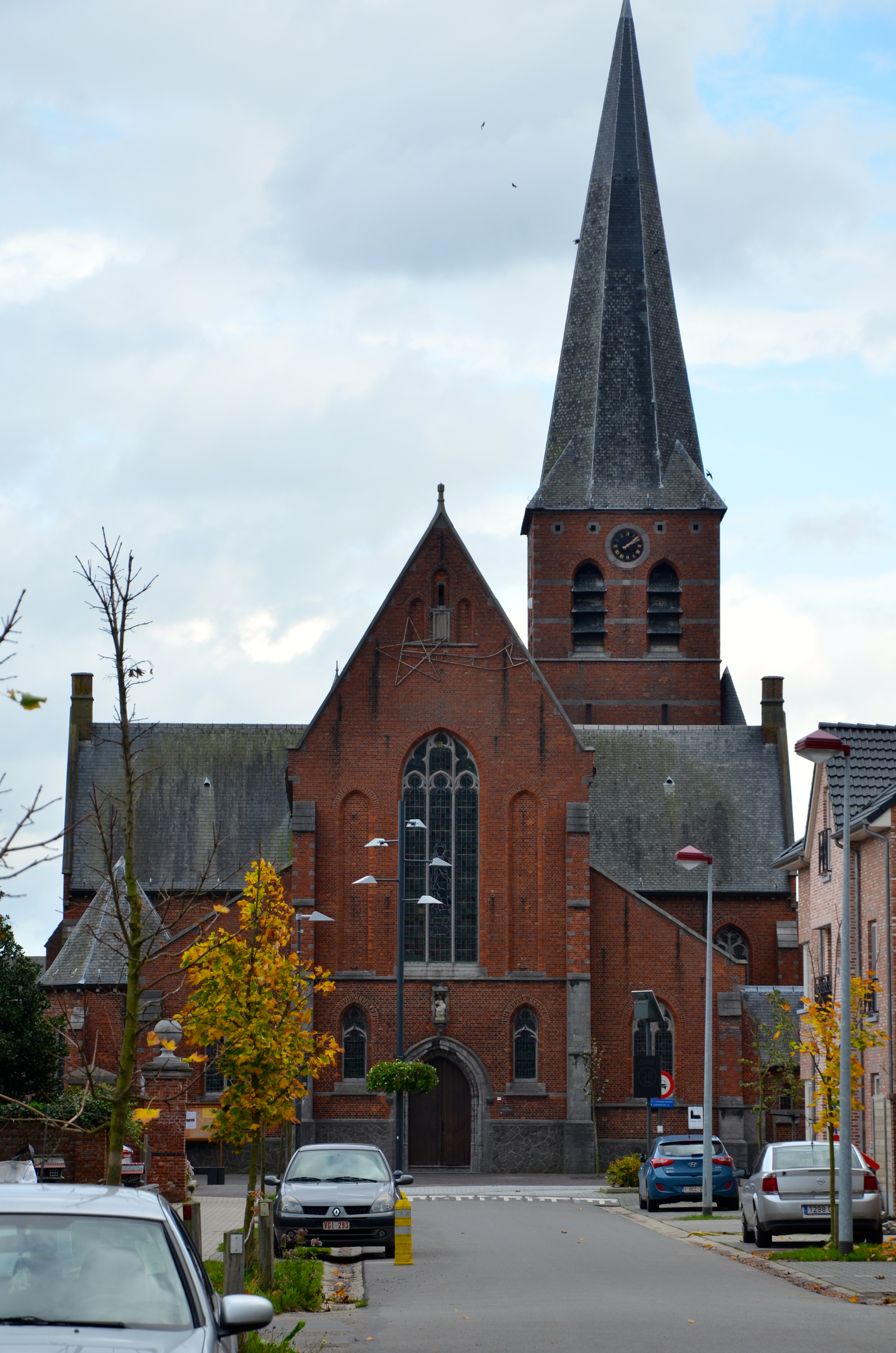
Sint-Jozefkerk

De Sint-Jozefkerk is de parochiekerk van de tot de Antwerpse gemeente Rijkevorsel behorende plaats Sint-Jozef, gelegen aan Kerkdreef 66.

## Geschiedenis
De aanleg van het Kanaal Dessel-Turnhout-Schoten van 1864-1866 leidde tot industrialisatie, met name de stichting van steenfabrieken en, in het nabijgelegen Beerse, een cementfabriek (1889). Er werden arbeiderswoningen gebouwd en in 1905 werd een parochie gesticht. Aanvankelijk kerkte men in een noodkerk en van 1907-1909 werd gebouwd aan een definitieve kerk naar ontwerp van Jules Taeymans.
In 1987 werd de kerk nog gerestaureerd.

## Gebouw
Het betreft een georiënteerde bakstenen kruisbasiliek in neogotische stijl. Het hoofdkoor is driezijdig afgesloten. De toren, op vierkante plattegrond, bevindt zich in de oostelijke oksel van de zuidelijke transeptarm. Deze toren heeft vier geledingen en wordt gedekt door een ingesnoerde naaldspits.

## Interieur
Het kerkmeubilair is overwegend neogotisch uit het eerste decennium van de 20e eeuw. Het orgel, gebouwd door de firma Pels D'Hondt uit Herselt.